# دووخوونکا
دووخوونکا (به لهستانی:  Dołhołęka) یک روستا در لهستان است که در گمینا مینزژتس پودلاسکی واقع شده‌است.